# Бубрежна пирамида
Бубрежне пирамиде (лат. pyramides renales) или Малпигијеве пирамиде  (лат. pyramides renales Malpighii)  су било који од троугластих делова ткива који чине бубрежну срж или унутрашњу супстанцу бубрега.
За разлику од некихе животиња, као што су пацови и зечеви, које имају бубрег који се састоји од само једне бубрежне пирамиде, сваки човеков бубрег бубрег има десетак или више пирамида.

## Грађа
Бубрежне пирамиде којих има 8-10 у сваком бубрегу, распоређене су у три фронтална слоја – предњи, средњи и задњи, тако да се на фронталном пресеку бубрега виде само 3-4 пирамиде, које леже у слоју који је захваћен пресеком. 
Пирамиде се углавном састоје од тубула који транспортују мокраћу из кортикалног или спољашњег дела бубрега, у коме се производи урин, до чашица, или шупљина у облику чаше у којима се мокраћа скупља пре него што прође кроз мокраћовод (уретер) до мокраћне бешике. 
Тачка сваке пирамиде, названа папила, штрчи у бубрежну чашицу (calices renales). 
Површина папиле има ситолик изглед због мноштва малих отвора из којих пролазе капљице урина. Сваки отвор представља тубул назван Белинијев канал, у који се сабирни тубули унутар пирамиде конвергирају. 
Мишићна влакна воде од чашице до папиле. Како се мишићна влакна чашице скупљају, урин тече кроз Белинијеве канале у чашицу. Мокраћа затим тече у бубрежну бешику преко бубрежне карлице и канала познатог као мокраћовод.
Између бубрежних пирамида налазе се главне артерије које се називају међурежањске артерије. Свака међурежањска артерија грана се преко основе пирамиде. Мање артерије и капиларе се одвајају од међурежањских артерија да би снабдевале сваку пирамиду и бубрежну кору богатом мрежом крвних судова. Блокада међурежањске артерије може изазвати дегенерацију бубрежне пирамиде.
У пределу база бубрежних пирамида настају vv. arcuatae. Оне су као притоке међурежањских вена које долазе из бубрежних режњића уливају се у vv. rectae, које долазе из бубрежних пирамида. Међурежањске вене се спајају у бубрежном синусу, градећи бубрежну вену, која се улива у доњу шупљу вену. Десна бубрежна вена је краћа него лева, јер је доња шупља вена позиционирана удесно од кичменог стуба.